# Pseudoreoxis
Pseudoreoxis là chi thực vật có hoa trong họ Apiaceae.